# 이재명의 대통령 순방 목록
다음은 이재명의 대통령 순방 목록이다. 첫 방문국은 캐나다였다.

## 요약

이재명 대통령의 해외 순방 지도
1회 방문
2회 방문
3회 방문
4회 방문
5회 방문
6회 방문
7회 이상 방문
대한민국

## 목록
| 연도   | 날짜              | 국가   | 설명                    | 출처  |
| ------ | ----------------- | ------ | ----------------------- | ----- |
| 2025년 | 6월 16일~6월 18일 | 캐나다 | 제51회 G7 정상회의 계기 | [ 1 ] |

## 같이 보기
- 이재명 정부의 외교
- 대한민국의 대외 관계
- 인도-태평양 전략
- 대한민국 대통령의 해외 순방 목록